# Pleuranthodium piundaundensis
Pleuranthodium piundaundensis är en enhjärtbladig växtart som först beskrevs av Pieter van Royen, och fick sitt nu gällande namn av Rosemary Margaret Smith. Pleuranthodium piundaundensis ingår i släktet Pleuranthodium och familjen Zingiberaceae.
Artens utbredningsområde är Papua Nya Guinea. Inga underarter finns listade i Catalogue of Life.